# Ventiquattrosecondista
Il ventiquattrosecondista (o addetto all'apparecchio dei 24 secondi) è l'ufficiale di campo che si occupa dell'apparecchio dei 24 secondi, che indica cioè il tempo massimo per realizzare un'azione.
Il ventiquattrosecondista è presente in tutte le partite dei campionati nazionali e dei campionati regionali. La sua presenza non è necessaria invece nei campionati provinciali e giovanili, in cui è lo stesso arbitro della gara a tenere mentalmente il conteggio dei secondi rimanenti.
Dev'essere seduto all'estrema destra del tavolo degli ufficiali di campo, tra le sedie dei cambi e il segnapunti
Il compito del ventiquattrosecondista è di usare il suo cronometro. Il suo apparecchio deve essere riattivato nel momento in cui una squadra prende il controllo della palla viva. Deve essere, invece, resettato nel momento in cui viene fischiato fallo o violazione, in cui si segna un canestro, nel momento in cui la palla tocca l'anello ma non entra a canestro, il gioco viene fermato a causa degli avversari o a causa di nessuno dei giocatori.
Deve essere fermato (per poi essere riattivato partendo dai secondi rimanenti) quando la palla esce dal campo, un giocatore della squadra in possesso di palla si infortuna, in caso di contesa o doppio fallo, in caso di sanzioni compensate. L'apparecchio viene spento quando una squadra acquisisce il possesso palla a meno di 24 secondi dal termine di ogni periodo.